# Clement Matawu
Clemence Matawu (sinh ngày 29 tháng 11 năm 1982 ở Bindura) là một cầu thủ bóng đá người Zimbabwe, hiện tại thi đấu cho Motor Action.

## Câu lạc bộ
Matawu là tiền vệ đá chính cho Podbeskidzie Bielsko Biala. Anh ghi 5 bàn trong 24 trận. Anh nhận tổng cộng 4 thẻ vàng. Matawu là một tiền vệ nhanh được biết đến với khả năng làm trò với đối thủ. Khả năng chuyền chính xác là thứ mà các đội bóng khác sợ nhất. Matawu từng thi đấu cho Motor Action F.C. của Harare và có 27 trận ra sân. Podbeskidzie Bielsko-Biała được thấy tiềm năng nên họ mời anh một bản hợp đồng và anh đồng ý. Anh chưa bao giờ thi đấu một trận nào cho Motor Action. Vào mùa hè năm 2010 Clemence chuyển đến Polonia Bytom để thi đấu ở giải hàng đầu Ba Lan. Vào tháng 6 năm 2011 Clement bị Polonia Bytom giải phóng và trở lại Motor Action F.C..

## Quốc tế
Matawu từng ra mắt cho đội tuyển quốc gia Zimbabwe, và ghi trên 1 bàn. Matawu có 29 lần khoác áo cho đội bóng, đều là đá chính.